# Isrāʾ e Miʿrāj

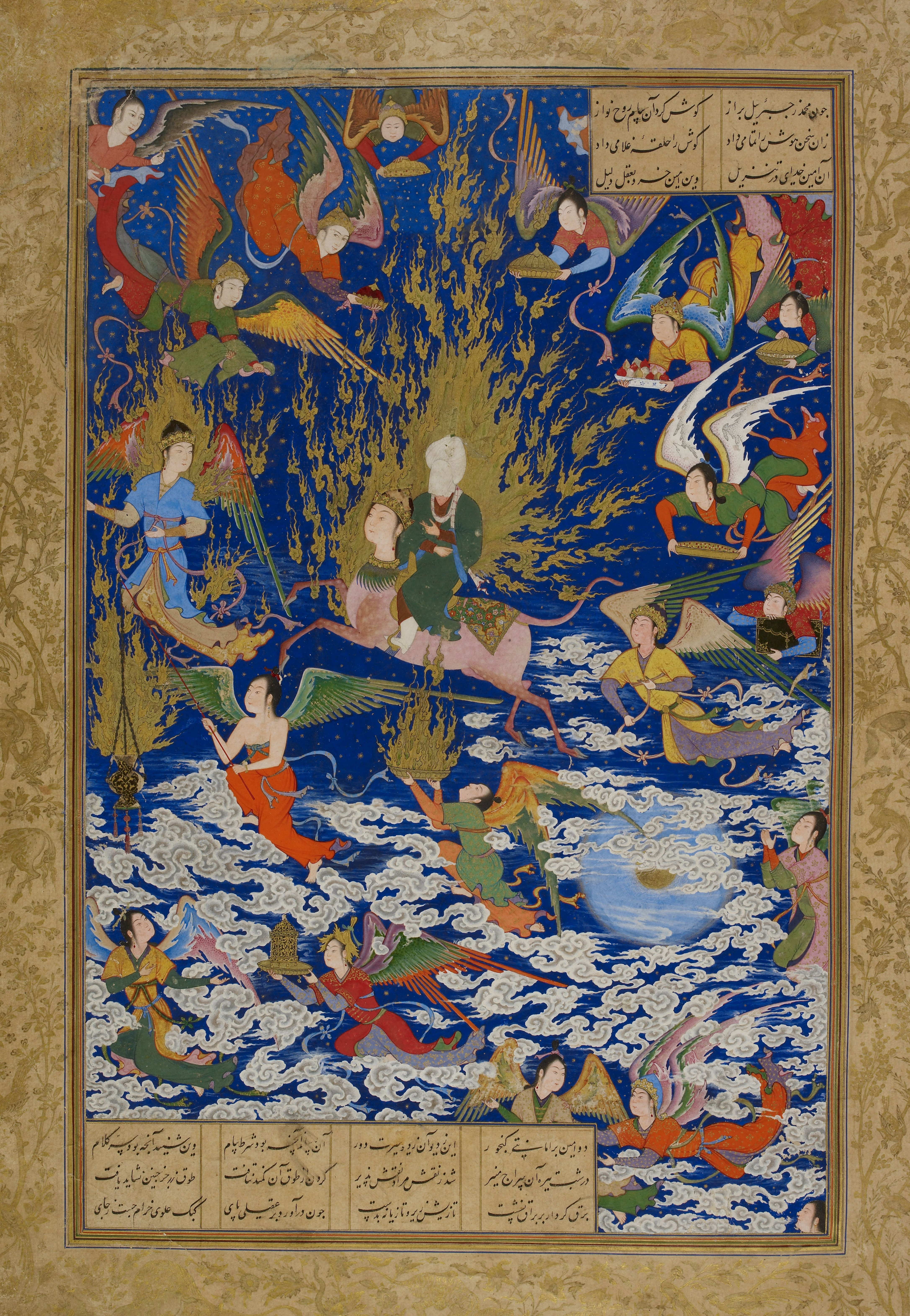
Un manoscritto persiano del XV secolo che mostra il viaggio di Mohammed da Mecca alla Moschea al-Aqsa di Gerusalemme e quindi al Cielo. La creatura che Mohammed cavalca è il leggendario Burāq.

Con le parole arabe isrāʾ e miʿrāj (in arabo إسراء ومعراج‎?) ci si riferisce rispettivamente a un miracoloso viaggio notturno del profeta Maometto in sella a Buraq (isrāʾ) e della sua successiva ascesa al Cielo (miʿrāj), con la visione delle pene infernali e delle delizie paradisiache riservate a dannati e beati, fino alla finale ascesa e accostamento a Dio, che diede al profeta l'ordine delle cinque preghiere giornaliere che costituiscono oggi uno dei cinque pilastri dell'islam.
L'esperienza è narrata dal Corano nelle sure XVII:1, LIII:1-12 e LXXXI:19-25.

## Il racconto
Il racconto fu fatto da Muhammad una mattina dopo aver trascorso la notte, ospite nella casa di Mecca della cugina Umm Hāniʾ, che in gioventù era stata promessa a Muhammad per contrarre il tradizionale "matrimonio preferenziale". L'ambiguità del resoconto della straordinaria esperienza narrata non fece capire ai testimoni presenti se il profeta si stesse riferendo a una sua esperienza reale o a una di tipo mistico.
Per lungo tempo (due secoli quasi) l'ambiguità non si dissolse e non mancarono esimi studiosi di "scienze islamiche" (l'esegeta coranico e storico Ṭabarī ad esempio, ma anche il tradizionista Bukhari) che pensarono che la narrazione avesse un significato prettamente esoterico-simbolico e che fosse quindi una "visione" (ruʾya) da interpretare. Prevalse però l'opinione contraria e, a tutt'oggi, l'Islam si riferisce a quell'esperienza come a un fatto realmente accaduto.

## Isrāʾ
Muhammad sarebbe stato svegliato da un angelo e trasportato nel corso d'una sola notte (da qui il termine isrāʾ) "dal Tempio Santo al Tempio Ultimo", identificati poi nella Kaʿba della Mecca e nella Spianata del Tempio di Gerusalemme (dove, in effetti, fu poi costruita la moschea detta al-Aqṣā, cioè "Ultima"). Questo sarebbe stato possibile grazie a una fantastica cavalcatura volante, Burāq, dal volto umano femminile, dal corpo a metà strada fra il mulo e l'asino.
In particolare il versetto 1 della sūra XVII (la Sura del Viaggio notturno) dice:
(Traduzione di Alessandro Bausani)

## Miʿrāj
Nella seconda esperienza Muhammad, partito dal "Tempio Ultimo", avrebbe asceso i sette Cieli, dove avrebbe incontrato i profeti che l'avevano preceduto nel mondo per l'identica missione salvifica del genere umano: il primo fu Yaḥyà (Giovanni Battista) seguito da ʿĪsā (Gesù) nel primo cielo, da Yūsuf (Giuseppe) nel secondo Cielo, da Idrīs (Enoch) nel terzo, da Hārūn (Aronne) nel quarto, da Mūsā (Mosè) nel quinto, da Ibrāhīm (Abramo) nel sesto cielo e da Adamo nel settimo. 
Muhammad venne ammesso infine al supremo cospetto divino, alla distanza di "due archi e meno ancora" (fa-kāna qāba qawsayni aw adnà), con ciò realizzando (per volere insondabile di Dio) l'impresa impossibile agli uomini di vedere, con i limitati occhi terreni, l'infinità della Sua Maestà.
Quest'ultima esperienza sarebbe per definizione sovrasensibile e impossibile in vita agli uomini, che hanno sensi del tutto limitati e che, comunque, non possono sopportare la Potenza divina, tanto da essere permessa da Dio all'uomo solo una volta morto, allorché questi verrebbe dotato di particolari sensi, che sopravanzerebbero di molto quelli terreni. 
Il miracolo voluto da Dio (che, essendo Onnipotente, non conosce limiti alla Sua Volontà) sarebbe proprio quello di aver permesso al Suo profeta ultimo qualcosa di straordinario, ma l'ineffabilità della visione non rende possibile che questa sia razionalmente descritta e immaginata, sì da costringere a espressioni dalle forti coloriture poetiche e simboliche. Il settimo cielo, dove Muhammad contemplerebbe la Maestà divina, presso la "sidrat al-Muntahà ʿinda-hā jannatu l-Māʾwà ("il loto di al-Muntahà presso cui è il Giardino di al-Māʾwà"), è chiaramente un'espressione mistica, sulla quale, infatti, non pochi sufi a lungo e profondamente discetteranno.

## Influenze nella letteratura: la questione dantesca
La narrazione si diffuse ovviamente in tutto il mondo islamico. 
Nella Spagna islamica medievale, gli ambienti cristiani dei Mozarabi riprodussero delle versioni di questo racconto prima in latino, poi negli idiomi volgari proto-spagnoli, quindi in antico francese, chiamandoli "Libri della Scala" (nel senso di "scalata" al Cielo). Da qui trasse origine una vastissima letteratura nelle altre lingue neo-latine, germaniche e slave.
La struttura topografico-concettuale dell'Inferno e del Paradiso potrebbe aver influenzato la Commedia dantesca. L'ipotesi, affacciata per la prima volta dallo studioso gesuita Miguel Asín Palacios, generò una feroce polemica fra vari studiosi, per lo più (ma non solo) dantisti, espressi in margine alle celebrazioni del VI centenario dantista. Essi rifiutarono per lo più aprioristicamente qualsiasi possibile "contaminazione" islamica del capolavoro di Dante, mentre gli studiosi di islamistica, sia pure in modo altalenante, senza mettere in alcun modo in discussione l'originalità poetica e ideologica della Divina Commedia, accettarono una simile contaminazione, alla luce del fatto che l'Alighieri, da uomo di grande e vivace cultura, non poteva ignorare il contenuto di alcune fra le tante versioni dei Libri della Scala redatte in lingue volgari.
Nel secondo dopoguerra Enrico Cerulli, già governatore in Etiopia e in età più avanzata presidente dell'Accademia Nazionale dei Lincei, in due lavori di censimento e collazione della letteratura europea riguardante i Libri della Scala, ha potuto ricostruire i numerosi tramiti percorsi dalle versioni romanze dei vari "Libri della Scala" in tutta Europa e attestare in particolare l'esistenza, proprio all'epoca di Dante, di una versione in latino, approntata dal notaio Bonaventura da Siena, opera che un intellettuale acuto e curioso come Dante difficilmente avrebbe potuto ignorare, quand'anche non fosse approdata nella loro comune terra toscana. 
Per conoscere la diffusione dei testi religiosi dell'Islam e le modalità di trasmissione della leggenda nera in Occidente è utile far riferimento non solo a Dante ma anche alla tradizione esegetica antica della Commedia, in particolare di Jacopo della Lana e dell'Ottimo commento. 
Non trascurabile poi il fatto che messer Brunetto Latini, uno dei maestri di Dante (ricordato nel suo stesso capolavoro, sia pure nell'Inferno), si fosse recato per qualche mese nel 1260 presso la corte di Alfonso X el Sabio, re di Castiglia e di León, in rappresentanza della Repubblica fiorentina. Sembrerebbe implausibile che l'autore de Il Tesoretto non avesse portato con sé, al suo ritorno in patria, materiale su questo genere letterario grandemente diffuso in terra spagnola, di cui già parlava ad esempio nel suo Dittamondo Fazio degli Uberti.

## Calendario
- 10 gennaio 1994 (1414)
- 30 dicembre 1994 (1415)
- 20 dicembre 1995 (1416)
- 8 dicembre 1996 (1417)
- 28 novembre 1997 (1418)
- 17 novembre 1998 (1419)
- 6 novembre 1999 (1420)
- 25 ottobre 2000 (1421)
- 15 ottobre 2001 (1422)
- 4 ottobre 2002 (1423)
- 24 settembre 2003 (1424)
- 12 settembre 2004 (1425)
- 1º settembre 2005 (1426)
- 21 agosto 2006 (1427)
- 11 agosto 2007 (1428)
- 30 luglio 2008 (1429)
- 20 luglio 2009 (1430)
- 10 luglio 2010 (1431)
- 29 giugno 2011 (1432)
- 17 giugno 2012 (1433)
- 6 giugno 2013 (1434)
- 27 maggio 2014 (1435)
- 16 maggio 2015 (1436)
- 6 maggio 2016 (1437)
- 24 aprile 2017 (1438)
- 13 aprile 2018 (1439)
- 3 aprile 2019 (1440)
- 22 marzo 2020 (1441)